# Ніжиловичі
Ні́жиловичі — село Макарівської селищної громади Бучанського району Київської області. Розташоване за 12 км від центру громади та за 61 км від обласного центру. Найближча залізнична станція — Буян, 8 км. Площа населеного пункту становить 438 га, кількість дворів — 528. Населення становить — 657 осіб.

## Географія
Через село тече річка Гульва, права притока Кодри.

## Історія
У с. Ніжиловичі проходять дві найдавніші лінії Змієвих валів. Вони зводились протягом кількох сотень років. Чому виникла назва Змієві вали? Це народна назва, яка ґрунтується на легендах. Слов'яни використовували для будівництва валів працю військовополонених. Вчені підрахували, що кожного року на будівництві валів працювало 3750 осіб. Позаду лінії валів через кожні 6-8 км розташовувалися укріплення або городища оптимально круглого планування. Одне із таких поселень існувало і на території с. Ніжиловичі. Щоправда, його залишки були зруйновані забудовою сучасного села. Той факт, що воно існувало, підтверджує й могильник поблизу села, який було досліджено в 1990 р. Курганні поховання у с. Ніжиловичі датуються Х-ХІ ст.
Серед похованих у Ніжиловицькому могильнику знаходилися воїни. Підтвердженням цього є знахідка бойової сокири при одному із захоронених.
Коли і ким засноване село Ніжиловичі достовірно невідомо. Усна традиція пов'язує виникнення села з втікачами із солдатчини. Перше поселення було на Селянській вулиці. Є різні версії щодо назви села. Перша — село знаходиться «Ниже валов», які проходять поза селом. Друга назва походить від того, що на місці села було «не жилое место», тобто топке. Проте свою назву село отримало від того, що було розміщене між Радомишльським і Київським повітами — Межиловичі. З часом людям стало зручніше називати його — Ніжиловичі.
Під назвою Межелковичі село вперше згадується, за твердженням Лаврентія Похилевича, в 1415 році як володіння митрополита. В запису про грошові і медові данини Київської Софійської митрополичої вотчини від 1415 р. чи пізніше читаємо: «А се Софійські люди дань дають на свято пречистої Богоматері: на ім'я Істобчани та Ніжиловці 2 колоди меду… у Ніжиловичох постолпщина…». Джерела відмічають також, що жителі села часто потерпали від нападів мешканців прилеглих Воронина (Макарів) і Андріївки.
У Литовський період (XV—XVI ст.) Ніжиловичі входили до Київського повіту, кордон якого проходив майже за селом.
Після приєднання регіону до Росії (1795 р.) село було подароване Голіцину, який одразу ж продав його Браницькому.
Пізніше село і його жителі належали багатій графині Олександрі Василівні Браницькій, яка після смерті чоловіка успадкувала все багатство.
Жило населення бідно, займалося землеробством і скотарством. Селяни виконували різні роботи в лісі, рубали, розчищали, обробляли дерева. За роботу одержували мізерну плату.
У селі були лісопильні. Для керування лісорозробками було організоване лісництво.
У 1796 р. на місці старої церкви була побудована нова на ім'я Архангела Михаїла, яка в роки боротьби з релігією була розібрана, а з її матеріалу побудоване приміщення старої школи.
У 1887 р. в селі була відкрита церковно-приходська школа. Вчителями були дяки та попи. Дітей навчалося небагато, адже селяни не мали коштів для навчання.
У жовтні 1919 р. в Ніжиловичах створені органи радянської влади — ревком і комнезам, які майже не діяли через те, що навкруги діяли повстанські загони Орлика, Мордалевича, Струка та ін. Для боротьби з ними стягувались червоноармійські війська.
Коли почалась у селі колективізація, селяни, звісно, чинили їй опір. Проте у 1924 р. активістам вдалося створити колгоспи «Більшовик» і «Нове життя». В період з 1929 р. по 1937 р. було заарештовано 12 людей, які не хотіли входити до колгоспу.
У 1941 р. розпочалася Німецько-радянська війна. На захист Батьківщини пішло 385 жителів села.
Окупувавши село, нацистські загарбники займалися пограбуванням населення, 260 осіб вивезли на каторгу до Німеччини. За роки війни було знищено 96 цивільних громадян с. Ніжиловичі.
У роки Німецько-радянської війни на території села діяла підпільна організація «Іскра», членами якої були Микола Євдокимович Зубченко, Дмитро Коваленко, Порфирій Терещук, їх закатували та повісили гестапівці в Чехословаччині. Ганну Сопленко, яка була дуже активним учасником «Іскри», розстріляли у 1943 р. в Бабиному Яру. Хлопчика Колоса Миколу за зв'язок з партизанами прив'язали до коня і закатували.
У 1943 р. йшли жорстокі бої по лінії Ніжиловичі — Комарівка — Борівка — Шнурів Ліс — Лисиця.
У листопаді 1943 р. село було визволене Радянською армією. Почалося відродження села. Зрання селяни трудились на колгоспних ланах, не отримуючи нічого за свою працю. У 1943 р. відкрито клуб на 127 місць.
У 1945 р. війна закінчилась. 150 ніжиловичан були нагороджені орденами та медалями. 174 односельці загинули та пропали безвісти на фронтах.
В «Історії міст і сіл Української РСР» про Ніжиловичі початку 1970-х було подано таку інформацію:

| Ніжиловичі - село, центр сільської Ради, розташоване за 12 км від районного центру та за 8 км від залізничної станції Буян. Населення - 1442 чоловіка. В Ніжиловичах - центральна садиба колгоспу «Поліський», за яким закріплено 2500 га землі, у т. ч. 1200 га орної. Основний напрям господарства - тваринницький та зерновий. Допоміжні галузі: садівництво, городництво. В Ніжиловичах - лісництво Тетерівського лісгоспзагу, яке має 7,5 тис. га лісу. Лісництво проводить щорічно посадки лісокультур на площі 100-110 га. У селі - середня школа, клуб, бібліотека.[3]. |
У 1972 р. збудовано нову двоповерхову школу.
У 1986 р. селянами разом з будівельниками із Чернівців було побудовано 80 будинків для переселенців із зони відчуження після Чорнобильської аварії.

## Сьогодення
В селі є фельдшерсько-акушерський пункт.
У 1998 р. колгосп реорганізовано в КСП «Поліське», а у 2000 р. — в ТОВ «Полісся».
Селяни пам'ятають своїх героїв. У центрі села стоїть пам'ятник — братська могила. На сільському кладовищі — могила громадян, які були розстріляні в роки війни. Зведено хрест «Жертвам голодомору».
За останні роки в селі побудовано гараж, лазню, готель, побуткомбінат, 34 житлових будинки, їдальню.
Нині в Ніжиловичах з об'єктів адміністрування та соціальної інфраструктури діють сільрада, школа І-ІІІ ступенів, пункт зв'язку, клуб, магазин.
У селі встановлені погруддя Леніну (перед сільрадою) та обеліск зі скульптурою на честь вояків Червоної Армії, загиблих під час німецько-радянської війни.
На теренах Ніжиловицької сільської ради знаходиться ландшафтний заказник місцевого значення Цезарівський. Заказник є одним з найбільш заболочених серед природоохоронних об'єктів Київщини. У систему Жаб'ячих боліт входять великі озера Зубареве, Моховате, Гронне та ряд менших.
На західній околиці села, в напрямку до лісу в Ніжиловичах знаходяться залишки двох паралельно розташованих на віддалі 100 – 150 метрів Змійових валів.

## Комплекс декорацій
Біля села розташований комплекс декорацій, де проходили кінозйомки.

## Відомі люди
- Артеменко Андрій Корнійович — учасник партизанського загону Василя Порика, що діяв у Франції в роки Другої Світової війни.
- Артеменко Віктор Семенович  — заслужений будівельник України.
- Бикоріз Іван Петрович — старший лейтенант, визволяв Севастополь у роки Німецько-радянської війни, учасник боїв за «Сапун гору», нагороджений трьома орденами ВВВ.
- Захарченко Кирило Наумович — учасник оборони Москви, у бій пішов прямо з параду з нагоди 24-ї річниці Жовтня. Нагороджений орденом ВВВ, орденом Червоної Зірки, медаллю «За відвагу».
- Ламах Аліна Миколаївна (1925—2020) — українська художниця тканин.
- Підсуха Олександр Миколайович — український поет. Народився в селі 16 жовтня 1918 року. У радянський повоєнний час вчителька З. А. Шевченко організувала музей Підсухи, де зберігаються численні книги з автографами П. Тичини, О. Гончара, М. Рильського, А. Головко, В. Сосюри, О. Вишні та інших видатних письменників, які відвідували Ніжиловичі.
- Пікулик Микола Іванович — підводник, який трагічно загинув при виконанні службового обов'язку, посмертно нагороджений орденом.
- Семененко Григорій Іванович — старший сержант, учасник трьох воєн: у Польщі (1939 р.), Фінляндії (1940 р.), Другої Світової війни (1941—1945 рр.), учасник бойових дій під Сталінградом. Нагороджений орденом Слави III ступеня, двома медалями «За відвагу».

## Галерея

Ніжиловицька ЗОШ І-ІІІ ступенів
Сільський клуб
Стела на честь полеглих у ДСВ
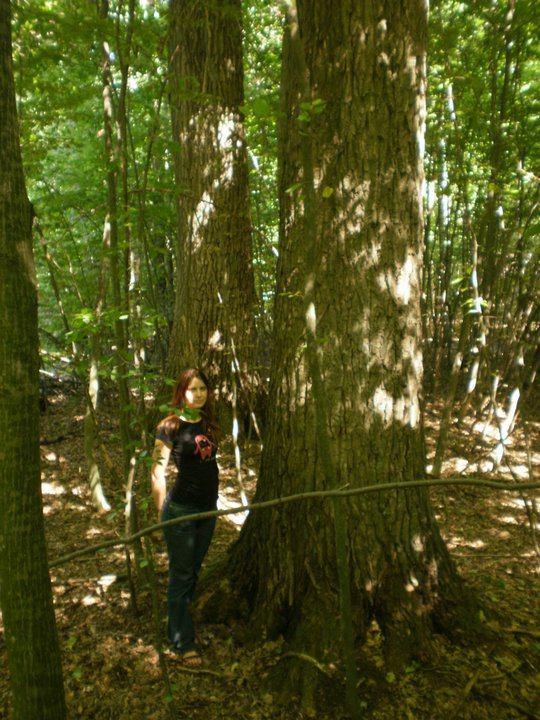
Ландшафтний заказник місцевого значення «Цезарівський»
Змієві вали в лісі поблизу Ніжиловичів